# Baptistenkerk (Borne)
De Baptisten Gemeente Borne in het Nederlandse dorp Borne is een kerkgebouw dat tevens wordt gebruikt als samenkomst van diverse andere groeperingen als een rijschool, videoclub, damvereniging, de PCOB (Protestant Christelijke Ouderenbond), het Budak college voor taalcursussen en inburgeringscursussen, de messiaanse sjoel die de kerkruimte wekelijks tot synagoge ombouwt, de Armeense (Syrisch-Orthodoxen) gemeente en de Braziliaanse baptistengemeente.

## Achtergrond
In 1949 kochten de baptisten een tweedehands houten gebouw dat als kerk ingericht werd. Dit gebouw is later gesloopt en men heeft een tijd in de gereformeerde kerk onderdak gevonden waarna in 1980 een nieuw gebouw midden in een woonwijk ontstond aan de Twijnerstraat op de plaats van het oude houten kerkgebouw. Opvallend in het gebouw is het doopvont, dat centraal voor in de kerk prominent aanwezig is. Op een later tijdstip is de kerk uitgebreid met een keuken en twee grote bijzalen. Het gebouw is bereikbaar met de stoptrein Enschede–Deventer en staat vlak achter het NS-station Borne.